# Розендал, Джон Марк
Джон Марк Розендал (англ. John Mark Rozendaal; род. 1961) — американский виолончелист и гамбист.

## Биография
Специалист по музыке эпохи барокко. Выступает и записывается, главным образом, в составе Трио Сеттеченто (с Рэйчел Бартон и Дэвидом Шрейдером) и Чикагского барочного ансамбля, который он основал в 1993 году и с тех пор возглавляет. В дискографии Розендала — альбомы Жана Батиста Люлли, Георга Фридриха Генделя, Антонио Вивальди, Антонио Солера, Георга Филиппа Телемана и др.